# Schizopera borutzkyi
Schizopera borutzkyi är en kräftdjursart som beskrevs av Monchenko 1967. Schizopera borutzkyi ingår i släktet Schizopera och familjen Diosaccidae. Inga underarter finns listade i Catalogue of Life.